# Scar (Il re leone)
Scar (il cui vero nome è Askari nei cartoni e Taka nei live action) è il principale antagonista del classico Disney Il re leone del 1994, nonché del suo omonimo remake del 2019 ed il deuteragonista e antagonista secondario del suo prequel Mufasa - Il re leone del 2024. Compare, sebbene in poche scene, anche nei sequel Il re leone 2 - Il regno di Simba uscito nel 1998 e Il re leone 3 - Hakuna Matata uscito nel 2004, e nella serie televisiva Timon e Pumbaa, e recupera il suo ruolo da principale antagonista nella serie televisiva The Lion Guard a partire dalla seconda stagione.
Scritto dagli sceneggiatori Irene Mecchi, Jonathan Roberts, Linda Woolverton e animato da Andreas Deja, si ritiene che Scar sia liberamente ispirato a re Claudio, antagonista di Amleto, e al personaggio storico di Adolf Hitler, principale ideatore del nazionalsocialismo. Secondo Deja, l'aspetto di Scar è ispirato a quello di Jeremy Irons, doppiatore in lingua originale del personaggio. Il nome del personaggio significa "cicatrice" in inglese, chiaro riferimento alla cicatrice che Scar ha sull'occhio sinistro. È un leone magro e curvo che usa l'intelligenza e l'astuzia per raggiungere i suoi scopi. Intende uccidere suo fratello Mufasa e suo nipote Simba per spodestarli a capo delle Terre del Branco. Nei suoi piani è affiancato da un branco di iene, specialmente tre di loro, Shenzi, Banzai e Ed.
Oltre ai tre film della saga, Scar compare in vari spin-off, libri e videogiochi, ma anche in altri media. La critica internazionale ha lodato Scar, definendolo uno dei miglior personaggi creati dalla Disney. Jeremy Irons venne elogiato per il suo doppiaggio e ricevette diversi riconoscimenti. L'attore non riuscì a completare il doppiaggio della canzone Be Prepared (Sarò re in italiano) a causa di alcuni suoi problemi vocali. La Disney, dunque, lo sostituì parzialmente con Jim Cummings, che doppierà Scar in Il re leone II - Il regno di Simba e in altre apparizioni. In The Lion Guard, Scar ha la voce di David Oyelowo, in Kingdom Hearts 2 è doppiato da James Horan e nel remake è invece doppiato da Chiwetel Ejiofor. In Italia la voce di Scar è di Tullio Solenghi, nel primo film, di Neri Marcorè, nel secondo lungometraggio, di Gerolamo Alchieri in The Lion Guard, da Massimo Popolizio nel remake e Alberto Boubakar Malanchino da giovane nel prequel.

## Biografia del personaggio

### Il re leone(1994)
Nel primo film Il re leone, con la nascita di Simba, figlio di Mufasa e Sarabi, Scar perde il diritto alla successione al trono di re della savana e, roso dall'invidia, complotta per uccidere suo fratello e il cucciolo. Un primo agguato a Simba avviene nel cimitero degli elefanti in cui il cucciolo e Nala, la sua amica di giochi, si erano avventurati. La trappola fallisce grazie a Zazu e Mufasa. Scar allora architetta un nuovo piano, ancora più subdolo. Incarica le iene Shenzi, Banzai e Ed a terrorizzare un'intera mandria di gnu e spingerli in una valle nella quale Scar con l'inganno ha condotto Simba. Il vero obiettivo è Mufasa e Scar riesce ad uccidere il fratello maggiore accorso a salvare il figlio e poi arrampicatosi sulla parete della gola, gettandolo dal dirupo nel bel mezzo del branco di gnu in fuga.
(Scar prima di uccidere Mufasa)
La causa della morte del padre ricade sull'inconsapevole cucciolo che, terrorizzato da quanto avvenuto, scappa lontano dalle "Terre del Branco". Credendolo morto, il malvagio Scar dopo aver sbrigativamente compianto il fratello si proclama il nuovo re e proclama ai sudditi che d'ora in poi «sorgerà l'alba di una nuova era nella quale leoni e iene lavoreranno insieme per costruire un grande e glorioso futuro». La realtà sarà invece ben diversa e anziché amministrare equamente l'equilibrio della savana Scar causa in pochi anni una carestia di cibo, aggravata da una tremenda siccità che colpisce il regno.
Anni dopo Simba, ormai cresciuto, ritorna alla Terre del Branco con l'intenzione di recuperare il regno e spodestare Scar, rivelandosi dopo aver visto il perfido zio picchiare duramente sua madre, la regina Sarabi, durante una discussione, ed ordinandogli di farsi da parte, se non vuole essere spodestato con la forza. Scar però, giocando abilmente d'astuzia, lo porta a confessare la sua presunta colpevolezza della morte di Mufasa davanti alla madre, a Nala e alle altre leonesse del branco, dopodiché riesce a prevalere sul nipote aiutato dalle iene e riesce quasi a farlo precipitare dalla Rupe dei Re. Tuttavia, in questa occasione, Scar compie l'imprudenza di rivelare al solo Simba la verità riguardo alla morte di Mufasa (Simba, allora cucciolo, intento a cercare scampo dalla mandria impazzita, non poteva vedere quello che accadde): ciò provoca la rabbia di Simba che assale lo zio e lo costringe a rivelare a tutti la verità sulla morte di Mufasa. Inizia, dunque, uno scontro tra leoni e iene, nel quale Scar cerca di darsi alla fuga, ma viene inseguito e bloccato dal nipote.
Simba affronta Scar, rinfacciandogli la vera colpa della morte del padre, mentre lui tenta di difendersi incolpando le iene. Simba, non volendosi macchiare di assassinio, risparmia Scar condannandolo all'esilio, ma questi, fingendo di ammettere la sconfitta, lo attacca a tradimento.
Dopo un violento scontro, Simba riesce a sconfiggere lo zio, facendolo precipitare da una scarpata. Sopravvissuto alla caduta, Scar viene circondato dalle sue stesse iene che, avendolo sentito scaricare la sua colpa su di loro, lo puniranno per il suo tradimento divorandolo.

### Il re leone 2 - Il regno di Simba(1998)
Nel secondo film, Il re leone 2 - Il regno di Simba, si scopre che, durante il suo regno, Scar era riuscito a guadagnarsi la fedeltà di un gruppo di leonesse capeggiate da Zira, di cui il leone aveva scelto il figlio Kovu come suo erede. Per mantenere fede a questo triste destino di vendetta, Kovu verrà addestrato da Zira per uccidere Simba, vendicare lo stesso Scar, e diventare re. Nella versione originale della sceneggiatura, Kovu doveva essere realmente il figlio di Scar, ma l'idea venne abbandonata, in quanto questo avrebbe determinato una stretta parentela tra Kovu e l'amata Kiara (figlia del cugino Simba).
Nonostante sia effettivamente morto nel film, Scar compare due volte: la prima durante un incubo di Simba, nel quale gli impedisce di salvare Mufasa dalla caduta nella gola afferrandolo per la zampa e dicendogli di fidarsi di lui (in seguito, alla sua figura si sostituisce quella di Kovu, che uccide Simba gettandolo nella gola stessa), mentre la seconda apparizione è fugace: Kovu, esiliato, si specchia nell'acqua e vede riflesso proprio colui che lo ha scelto come erede, ovvero Scar.

### Il re leone 3 - Hakuna Matata(2004)
Nel terzo film, Il re leone 3 - Hakuna Matata, come Mufasa, Scar appare a metà film e non ha nessun dialogo , rivedendo le stesse scene durante la battaglia finale del primo film, si scopre inoltre come Timon è riuscito a scaraventare le iene sotto la Rupe dei Re, in modo che lo divorassero.

### The Lion Guard(2015-2019)
Parte del passato di Scar viene rivelato in The Lion Guard - Il ritorno del ruggito, film pilota della serie animata del 2016 The Lion Guard.
In qualità di secondogenito, Scar era per tradizione a capo della Guardia del leone, che proteggeva il Cerchio della Vita. In qualità di capo, Scar deteneva un potere noto come "Ruggito degli antenati" (Roar of the elders in originale). Inebriato dal potere che possedeva, Scar chiese ai membri della guardia di aiutarlo a spodestare Mufasa, ma questi rifiutarono e il leone li distrusse col potere del ruggito. Come punizione per avere usato il ruggito degli anziani per il male, Scar fu quindi privato del potere per sempre, cadendo così nella depressione e nella pazzia, diventando il leone raggrinzito del primo film. Inoltre, nel primo episodio della terza stagione - intitolato Battaglia per le Terre del Branco ( Battle for the Pride Lands in originale ) - Scar rivela a Ushari le origini della sua cicatrice: durante una missione di pattuglia nelle Terre di Nessuno, l'all'epoca giovane Scar fu avvicinato da un leone straniero, il cui occhio destro era segnato da una cicatrice. Essendo a conoscenza del Potere del Ruggito, questo misterioso personaggio suggerì a Scar che, in quanto detentore di tale potere, lui fosse degno di diventare il re delle Terre del Branco. Poco dopo un cobra nero, alleato del leone, apparve aggredendo Scar e ferendolo all'occhio sinistro con le sue zanne. Subito dopo Scar si servì del Potere Del Ruggito per uccidere il leone e il cobra. Fu proprio Mufasa a dare al fratello il soprannome "Scar", con gran disappunto di quest'ultimo. Si scoprì in seguito che il veleno del cobra corruppe l'anima di Scar, rendendolo sempre più malvagio. Secondo Ford Riley, produttore della serie il vero nome del Leone é Askari ( in onore al leader della prima Guardia del Leone). 
Scar riappare poi (sempre in forma di dipinto) nell'episodio della serie animata I leoni delle Terre di Nessuno, quando Rafiki racconta la storia di Zira e dei rinnegati alla Guardia del Leone e subito dopo nell'episodio Il ruggito della discordia.
Nello speciale di un'ora The Lion Guard - Il Ritorno di Scar (che fa da apripista alla seconda stagione), Scar appare come antagonista, in forma di spirito: dopo aver scoperto il segreto di Kion della sua capacità di comunicare con lo spirito di Mufasa, Ushari comincia a pensare a come poter utilizzare queste informazioni a proprio vantaggio. Si allea così al Clan di Janja, il figlio di Shenzi, e racconta alla iena il segreto di Kion, pianificando quindi insieme a lui un modo per far tornare Scar. Dopo aver convinto Makini a parlare con il suo mentore Rafiki, i due scoprono un modo per evocarlo utilizzando le virtù magiche di una Bacchetta Bakora combinandole con un potente Ruggito di Kion nei pressi del vulcano dove vivono le iene.
Le iene rubano quindi la Bakora personale di Makini e rapiscono Kiara, portandola nel loro territorio. Nonostante la Guardia del Leone riesca a salvarla, Janja riesce a infastidire Kion minacciando la sua famiglia, inducendolo a usare il Ruggito in preda alla rabbia, il che provoca l'eruzione del vulcano. Una volta che la Guardia del Leone abbandona il suo territorio, Janja entra nel vulcano e scopre che Ushari non è ancora in grado di convocare Scar e, in un eccesso di rabbia, afferra il bastone di Makini e lo getta nella lava. Solo allora lo spirito di Scar emerge dalle fiamme del vulcano e si presenta agli stupefatti Janja e Ushari.
Tornato finalmente dall'aldilà, Scar comincia a cospirare con Janja e le iene, Ushari e gli altri animali residenti nelle Terre di Nessuno come il coccodrillo Kiburi e i suoi 3 scagnozzi, esiliati da Simba, la sciacalla Reirei e il suo branco, l'avvoltoio Mzingo e il suo stormo e altri animali minori (il feroce varano Kenge, lo scorpione Sumu e le lucertole spie) per conquistare le Terre del Branco e sconfiggere la nuova Guardia del Leone e Simba, tutti inizialmente all'oscuro del suo ritorno.
Nel corso della stagione, la Guardia del Leone scopre che Scar è tornato dopo essersi recati nelle Terre di Nessuno per raccogliere della cenere vulcanica necessaria per curare Simba da una puntura dello scorpione Sumu. Al suo ritorno nelle Terre del Branco, Kion riferisce alla sua squadra che hanno una dura lotta da affrontare, ma rimane fiducioso che saranno in grado di sconfiggere Scar.
La resa dei conti tra la Guardia Del Leone e Scar avviene nel già menzionato episodio Battle for the Pride Lands: diversi mesi dopo, tornati al vulcano delle Terre Di Nessuno, Kion e i suoi amici, ora adolescenti hanno uno scontro decisivo con Scar, che aizza Ushari contro Kion, il quale si ritrova con una cicatrice sull'occhio sinistro. Quando Scar dichiara che lui e Kion adesso sono uguali, Kion replica dicendo che perdona Scar per le sue azioni malvagie, con grande sgomento di quest'ultimo. Kion quindi convoca i Grandi Re Del Passato con un leggero soffio d'aria che scatena quindi un temporale sul vulcano. Essendo fatto di fuoco, lo spirito di Scar viene estinto dall'acqua della pioggia. Scar quindi , capendo il suo finale , maledice Kion , insistendo nel dire che il Ruggito degli Anziani è una maledizione e che presto Kion diventerà come lui , prima di sparire completamente. Anche Ushari , viene sconfitto dalla Guardia : nel tentativo di azzannare Kion , viene fermato da Bunga finendo nella lava in cui il suo capo é appena svanito. La lava poi si indurisce poi in roccia ignea, distruggendo il Marchio del Male e ponendo finalmente fine alla minaccia di Scar sulle Terre Del Branco una volta per tutte.
Nonostante rivenga al mondo, Scar non si occupa di vendicarsi di Shenzi, Banzai ed Ed in quanto morte di fame prima degli eventi della serie.
Nonostante effettivamente venga sconfitto, Scar viene menzionato più volte nel corso della stagione e in un episodio Kion lo vede come allucinazione.
Nell'episodio Non svegliare il coccodrillo che dorme, Scar ha una sua nuova canzone, dal titolo Io Ho Un Piano (I Have a Plan ), tramite la quale spiega il suo piano di conquista delle Terre del Branco. In Battaglia per Le Terre del Branco Scar canta una seconda canzone: Quando sono diventato Scar (When I Led the Guard in originale), la quale narra l'episodio in cui venne ferito all'occhio sinistro e come si guadagno così il suo nome. 

### Il re leone(2019)
(Scar durante lo scontro finale con Simba)
Nel remake di Jon Favreau, ha la voce originale dell'attore inglese Chiwetel Ejiofor e la voce italiana di Massimo Popolizio. Rispetto all'originale animato del 1994, il ruolo di Scar è rimasto essenzialmente invariato; nel remake però il suo aspetto fisico è stato, per motivi di realismo, molto modificato. Questo Scar, inoltre, come anche specificato dal doppiatore originale Chiwetel Ejiofor, è più feroce e violento del suo predecessore e non presenta più alcune caratteristiche comportamentali come il tagliente sarcasmo della sua controparte animata.
Nel remake viene spiegato che già una volta Scar aveva provato a sfidare Mufasa, ma aveva perso contro il fratello. Scar infine è da sempre innamorato di Sarabi, che ha tentato di conquistare ma la leonessa ha sempre rifiutato, preferendo Mufasa a lui.
Scar, come nell'originale, è estremamente invidioso del nipote appena nato Simba, poiché ora che il piccolo è il legittimo erede di Mufasa, Scar ha perso la possibilità di succedere al fratello e diventare re delle Terre del Branco. 
Un giorno Scar ha un dialogo con Simba, in cui gli racconta del Cimitero degli Elefanti. Il vero piano di Scar è incuriosire il cucciolo affinché si rechi lì di nascosto (a Simba è infatti proibito andarci). Simba e la sua amica Nala arrivano al Cimitero degli Elefanti, venendo attaccati dalle iene che lo popolano. Mufasa giunge in tempo per salvarli, sventando il progetto di Scar. Quest'ultimo, allora, si reca di notte al cospetto delle iene e della loro spietata matriarca Shenzi, con cui stringe un'alleanza: esse lo aiuteranno a spodestare Mufasa e lui, diventato re, le introdurrà nelle Terre del Branco, dove avranno cibo in abbondanza.
Il giorno dopo Scar porta Simba in una profonda gola, per poi ordinare alle iene di mettere in fuga un'enorme mandria di gnu, che si riversa nella gola dove si trova Simba. Mufasa accorre per salvare il leoncino, venendo però costretto ad arrampicarsi per una parete del crepaccio per sfuggire alla mandria impazzita. Alla sommità della parete rocciosa Mufasa implora l'aiuto di Scar, che però lo fa precipitare nella gola, uccidendolo.
Scar raggiunge Simba, disperato accanto al cadavere del padre, convincendo il piccolo che la morte del re sia stata colpa sua e dicendogli di fuggire per sempre dalle Terre del Branco, ordinando poi alle iene Shenzi, Azizi, Kamari di uccidere il leoncino. All'insaputa di Scar, però, Simba riesce a salvarsi.
Scar compiange rapidamente Simba e Mufasa agli occhi delle leonesse, si proclama il nuovo re delle Terre del Branco, permettendo alle iene di invadere il regno.
Nel romanzo tratto dalla sceneggiatura del film viene spiegato che è Mufasa a infliggere la cicatrice a Scar e dopo questo avvenimento, il loro padre decise di non portare più con sé il giovane Scar durante le battute di caccia, ritenendolo troppo debole e inadeguato, aumentando così la frustrazione e il risentimento del giovane leone verso il fratello. 
Col passare degli anni, Scar e le iene devastano la savana. Un giorno Scar chiede a Sarabi di accoppiarsi con lui, sapendo anche che finché lei gli opporrà resistenza lo faranno anche le altre leonesse. Al rifiuto di Sarabi, Scar stabilisce che d'ora in poi i leoni avranno accesso al cibo, sempre più scarso, solo dopo che si saranno nutrite le iene.
La notte stessa Nala, ora adulta, riesce a fuggire dalle Terre del Branco con l'aiuto di Zazu, bandito dalla Rupe dei Re, eludendo la sorveglianza di Scar e delle iene.
Giorni dopo Scar tenta nuovamente di convincere Sarabi a diventare la sua regina: quando lei si oppone nuovamente egli la attacca, ma in quel momento arriva Simba. Il giovane leone intima a Scar di cedergli il trono o affrontare lui e le leonesse, schieratesi prontamente dalla parte di Simba. Scar, però, riesce a volgere la situazione a suo favore, facendo sì che Simba ammetta di essere il responsabile della morte di Mufasa. Indietreggiando davanti allo zio, Simba scivola e rimane aggrappato al ciglio della Rupe, mentre sotto di lui un fulmine fa scoppiare un incendio. Scar, in procinto di far cadere Simba nel fuoco, gli rivela di essere stato lui a uccidere Mufasa. Simba, infuriato, dopo essere riuscito a risalire, rivela la verità alle leonesse. Scar comanda alle iene di attaccare Simba, facendo così scoppiare una feroce battaglia tra leoni e iene. I leoni, grazie anche all'aiuto di Zazu, Rafiki, Timon e Pumbaa, sconfiggono e mettono in fuga le iene; Simba insegue Scar, che corre fino alla sommità della Rupe dei Re. Messo all'angolo, Scar tenta di incolpare le iene per il suo operato, ma Simba non gli crede e, decidendo di risparmiargli la vita, gli ordina di scappare e non tornare più. Scar finge di sottomettersi ma poi attacca il nipote a tradimento. I due leoni ingaggiano un combattimento e, alla fine, Scar precipita giù dalla Rupe. Egli sopravvive alla caduta, ma si ritrova circondato dalle iene, adirate per il suo tradimento. Scar tenta dapprima di giustificarsi e poi di difendersi contro il clan, ma le iene lo assaltano e riescono presto a sopraffarlo, sbranandolo.

### Mufasa - il re leone (2024)
In Mufasa - Il re leone Scar è il secondo protagonista e antieroe del film prequel/sequel.
Il primo nome del leone è Taka ed è principe figlio di Obasi, il re di un branco di leoni nella Valle dei Re, e di Eshe. Taka incontra Mufasa trasportato dalla corrente dopo che quest'ultimo si è separato dai suoi genitori e lo salva da due coccodrilli; mossa a compassione dal suo istinto di madre, Eshe porta il cucciolo smarrito al cospetto del re che non gradisce l'arrivo di uno straniero e il sovrano propone una gara di corsa tra il nuovo arrivato e Taka: se Mufasa vince sarà accetto nel regno ma se perde finirà mangiato; il piccolo principe, desideroso da tempo di avere un fratello, lascia vincere lo straniero, che viene accolto nel branco; Obasi fa fatica ad accettare Mufasa e lo relega a rimanere con le leonesse per diventare cacciatore, al contrario è molto amato da Eshe e da Taka. I due cuccioli iniziano fin da subito ad essere molto legati, arrivando a considerarsi fratelli e crescono assieme. Durante una battuta di caccia, Mufasa ed Eshe vengono aggrediti da due leoni bianchi. Taka, che assiste alla scena, scappa via terrorizzato, mentre il fratellastro uccide uno dei due aggressori nella colluttazione. Il morto è figlio di Kiros, un malvagio leone bianco, re di un branco di leoni reietti, gli "Emarginati" che giura vendetta per quanto successo. Per difendere la stirpe reale, Obasi ed Eshe allontanano Taka e Mufasa affinché i figli possano raggiungere Milele, una leggendaria terra rigogliosa e piena di vita; successivamente i genitori vengono uccisi da Kiros insieme a tutto il loro branco. Taka e Mufasa sono braccati dei leoni bianchi e durante la loro fuga incontrano prima Sarabi in compagnia di Zazu, e poi Rafiki, che conduce il gruppo verso Milele. Durante il viaggio Taka si innamora di Sarabi e prova, con l'appoggio del fratello, a farsi avanti con lei. Il principe si dimostra nuovamente codardo e poco incline all'azione quando il gruppo viene messo in una situazione di pericolo da una mandria di elefanti imbizzarriti lasciando Sarabi in difficoltà; quest'ultima viene salvata da Mufasa, che però da il merito a Taka. Nonostante le attenzioni del giovane principe, Sarabi e Mufasa si innamorano e quando se ne accorge si sente tradito. Accecato dalla rabbia, Taka si allontana e incontra Kiros e il suo branco e, per evitare di essere ucciso ma anche assaporando la possiblità di vendetta, giura fedeltà al leone bianco tradendo il fratello, promettendo di portarlo a Milele e da Mufasa per compiere la sua vendetta. Tornato al gruppo, Taka non rivela nulla del suo incontro e lascia come segno di riconoscimento di graffi affinché il branco di leoni bianchi possano seguirli di nascosto. Il gruppo arriva a Milele ma il branco di Kiros li raggiunge, qui il leone bianco rivela a Mufasa che è stato Taka a condurli fino a lì. Ne segue un lungo scontro dove Kiros sta per avere la meglio su Mufasa ma quando quest'ultimo sta per ricevere il colpo fatale, Taka si mette in mezzo, prendendosi la zampata che gli causa una cicatrice sull'occhio sinistro e da quel momento i due fratelli uniscono le forze per combattere il nemico. Sconfitto Kiros, Mufasa viene riconosciuto come Re di Milele e decide di perdonare il fratello per le sue azioni ma gli dice che non riuscirà mai più a pronunciare il suo nome, quindi Taka chiede d'ora in avanti di essere chiamato Scar, in modo che non possa mai dimenticare ciò che ha fatto. Scar assiste all'incoronazione del fratellastro, iniziando a coltivare un rancore sempre maggiore per esso, e si ritira nelle ombre.

## Caratterizzazione

### Aspetto
Scar viene raffigurato come un leone dotato di una folta criniera nera, occhi verdi, una pelliccia color arancio scuro e una lunga cicatrice sull'occhio (da cui deriva peraltro il suo nome), ma soprattutto decisamente magro, in contrasto con l'aspetto del fratello Mufasa, fisicamente molto più possente. Ciò che risalta principalmente in Scar sono il suo sguardo perfido e un sorrisetto compiaciuto perennemente stampato sul muso. A differenza di tutti i leoni presenti nel film, gli artigli di Scar sono sempre visibili nella pellicola. In The Lion Guard, dopo essere stato evocato da Janja e Ushari, appare come una gigantesca colonna di fuoco i cui tratti facciali sono visibili attraverso le fiamme.

### Personalità
Scar è un personaggio spietato, assetato di potere e machiavellico. È estremamente intelligente come lui stesso ama vantarsi, facilmente in grado di manipolare situazioni e conversazioni a suo vantaggio. Ciò ha compensato lo svantaggio in termini di forza fisica di Scar, che è stata ulteriormente dimostrata dalla sua decisione di sottoporre un Simba adulto a un processo, con un tribunale composto da lui e dalle iene, piuttosto che combatterlo apertamente. È un lottatore estremamente brutale, scorretto e sleale, scagliandosi addosso a Simba con tutte le sue forze e facendo il gioco sporco colpendolo con della cenere alle spalle dopo essere stato costretto a ritirarsi a seguito della sconfitta da parte del nipote. Scar è estremamente carismatico, in grado di ispirare le iene a seguire la sua causa e ottenere una lealtà fanatica dalla sua compagna Zira e il suo branco di leonesse, anche nella morte.
Scar è anche un crudele sadico, convincendo suo nipote di essere responsabile della morte di Mufasa e poi provocandolo ulteriormente. Nonostante queste ignobili caratteristiche, egli incarna anche lo stereotipo del perfetto gentiluomo: molto cordiale, teatrale e pacato, ed utilizza un linguaggio morbido e forbito, maggiormente evidenziato dall'accento inglese del suo doppiatore originale, Jeremy Irons. Scar sembra avere un po' un complesso di inferiorità, come dimostra la sua triste rassegnazione al fatto che è stato superato nel pool genetico per quanto riguarda la forza bruta. Allo stesso tempo, tuttavia, Scar è eccessivamente egoista e si vanta della sua intelligenza ed è in qualche modo un narcisista; quest'ultimo tratto è evidente quando pianifica l'uccisione di Mufasa dopo il tentativo fallito con Simba al cimitero degli elefanti, dove menziona che diventerà re, lo vedranno come "nessuno è meglio di me". Non essendo stato particolarmente dotato dalla natura nella sua fisicità leonina, Scar è un personaggio subdolo, opportunista e disonesto che usa l'intelligenza e l'astuzia nel comprendere i sentimenti degli altri, così volgere a proprio favore le situazioni e accattivarsi le simpatie di qualcuno. Non ha remore a mentire ed è esperto nel cospirare.
Nonostante sia perfettamente in grado di uccidere qualcuno a sangue freddo e senza rimorsi, è un individuo leggermente codardo che generalmente preferisce non infangarsi le mani, delegando il lavoro sporco alle iene. Tuttavia, quando serve o viene pressato, agisce spietatamente, come si vede nell'omicidio del fratello e nello scontro feroce col nipote. Scar è fortemente sarcastico, rispondendo spesso ai tentativi di conversazione con sarcasmo e insulti subdoli. Questa arroganza è evidente anche nel suo disprezzo dell'autorità del fratello, verso cui prova invidia e risentimento. La sua freddezza verso gli altri evidenzia un chiaro disprezzo dei sentimenti e degli affetti, che lo porterà ad una sottile follia verso la fine della storia. Può infuriarsi terribilmente: alla semplice menzione di Mufasa, tratta duramente Zazu, aggredisce Sarabi e i suoi stessi scagnozzi di iene. Ciò indica che Scar soffre di una bassa autostima. Anche in una posizione di potere, rimane vulnerabile agli attacchi di indecisione e insicurezza, specialmente se viene paragonato al fratello dopo aver ormai conquistato il trono, poiché è incapace di accettare le critiche e troppo orgoglioso per ascoltare i consigli degli altri. Durante la battaglia finale dimostra anche una certa codardia: mentre infuria la battaglia cerca infatti di tagliare la corda di nascosto e poi, raggiunto e sconfitto dal nipote, implora quest’ultimo di risparmiarlo in quanto si rende conto di essere sopraffatto.
Scar si rivela anche un ipocrita, poiché, sul finale, implora Simba di risparmiargli la vita a causa del loro legame familiare, nonostante abbia ucciso suo fratello.
Come facilmente prevedibile, Scar si rivela un pessimo re, interessato a conquistare la posizione solo per soddisfazione personale. Permettendo alle iene (che il fratello aveva respinto per tanti anni) di invadere le Terre del Branco, trasformerà quest'ultime, un tempo floride e rigogliose, in un deserto desolato e senza vita. Tuttavia, egli si rifiuta di abbandonare tali terre, preferendo morire di fame insieme a tutti gli altri leoni e alle iene piuttosto che ammettere di aver sbagliato e lasciare il territorio su cui ha sempre bramato di regnare. Questa indica che Scar sia completamente pazzo, visto che le sue azioni avrebbero portato alla sua stessa morte in ogni caso. Dimostra inoltre di non avere nessuna considerazione nemmeno per i propri alleati, per quanto fedeli essi possano essere: durante l'esecuzione della canzone "Sarò re" spinge una iena in un crepaccio pieno di lava uccidendola e, in The Lion Guard, dopo essere stato evocato non si disturba a chiedere informazioni su Zira, Nuka, Kovu e Vitani, dimostrando di non aver mai veramente tenuto a loro; non si fa inoltre problemi a coinvolgere il suo esercito (compreso Ushari, che fu proprio colui che suggerì a Janja come evocarlo dall'Aldilà e gli rimane fedele fino alla morte) nella pianificata distruzione delle Terre del Branco tramite l'uso del Potere del Ruggito da parte di Kion all'interno del vulcano dove il suo spirito dimora.
Scar ricalca l'archetipo del trickster, ovvero del personaggio ingannatore e subdolo, che basa i suoi piani sul raccontare bugie e seminare discordia. Sono proprio queste a causargli la sua morte per mano delle iene: messo alle strette da Simba, Scar cerca di salvarsi con l'ennesima menzogna, scaricando la colpa alle iene, che per questo lo uccideranno.
Scar presenta molte somiglianze con altri due Cattivi Disney: Ade e il Principe Giovanni. Entrambi sono i fratelli minori del re della storia intenzionati a usurpare il trono, come Scar, Ade è zio del protagonista e tenta di uccidere suo nipote per usurpare il trono di Zeus, mentre come Giovanni (che ha per nipote Lady Marian, la fidanzata di Robin Hood), Scar è un leone scarno e molto meno possente del fratello e mentre siede sul trono si dimostra un pessimo re, non accettando critiche e guardando solo il profitto personale.

## Concezione e sviluppo

### Sviluppo
I registi Roger Allers e Rob Minkoff concepirono la storia de Il re leone come una fusione tra Bambi e la tragedia di Amleto di William Shakespeare. Infatti, i personaggi de Il re leone sono "strettamente paralleli ad Amleto" e sono tutti animali, proprio come in Bambi. Nonostante la storia de Il re leone si distacchi ampiamente da quella della tragedia di Shakespeare, esse sono accomunate da un comune antagonista: lo zio usurpatore del trono. Scar e re Claudio uccidono il loro fratello, e cercano di manipolare il nipote per ottenere un doppio fine: rimanere impuniti per il delitto, e regnare indisturbati sul regno conquistato. Entrambi sono consumati dalla gelosia per i loro rispettivi fratelli, ma Scar, diversamente da Claudio che viene consumato dall'ansia e dal senso di colpa, è un personaggio che gode della propria mostruosità. Scar condivide alcune analogie con Iago di Otello, altra tragedia di Shakespeare, in quanto entrambi sono abili nella manipolazione e sono in grado di sfruttare le paure dei loro nemici. Per sottolineare ulteriormente la malvagità e la tirannia di Scar, gli sceneggiatori si ispirarono anche al politico tedesco Adolf Hitler. In alcune scene della canzone Be Prepared, infatti, le iene sfilano davanti a Scar emulando palesemente le marce naziste presenti nel documentario Il trionfo della volontà.
La trama originale de Il re leone era incentrata su una battaglia tra leoni e babbuini, dove Scar era il leader di questi ultimi. Nelle versioni successive del copione, Scar era affiancato da un pitone e non era più un babbuino, bensì un leone straniero, quindi privo di qualsiasi parentela con Mufasa e Simba. Scar diventa il fratello minore di Mufasa solo in seguito, quando gli sceneggiatori intuiscono che questa idea possa rendere il film più interessante. C'era anche una scena in cui Scar si infatuava di Nala, amica d'infanzia di Simba e tentava di convincerla ad essere la sua regina, finendo poi per esiliarla al suo rifiuto. L'infatuazione di Scar per Nala doveva essere esplorata nel corso della canzone The Madness of King Scar (tagliata definitivamente dal film, ma presente nella versione musical del film originale) e di una ripresa della canzone "Sarò re" ("Be Prepared"), ma l'idea e le canzoni furono successivamente rimosse dalla pellicola per l'evidente molestia di Scar nei confronti di Nala. Esiste anche una scena alternativa della morte di Scar presente nei contenuti speciali dei DVD e su internet e realizzata solo su storyboard. Nella scena era Scar ad avere la meglio su Simba, gettando quest'ultimo dalla Rupe dei Re. Ma mentre Simba si salvava dalla caduta, Scar moriva inghiottito dalla fiamme.

### Doppiaggio

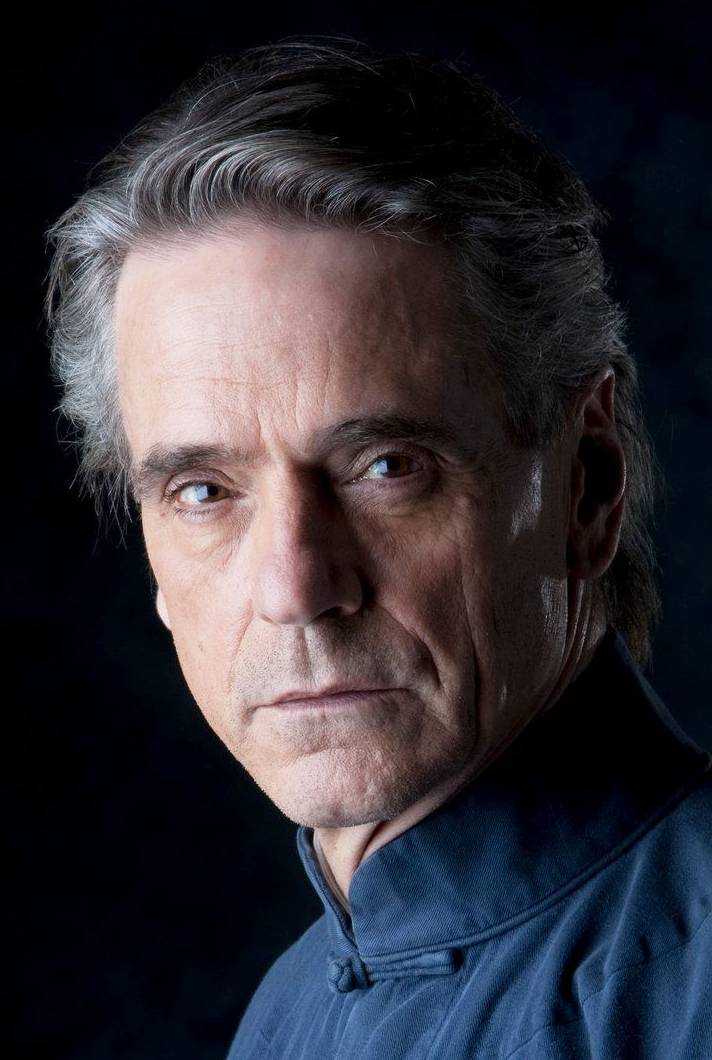
Jeremy Irons, doppiatore e fonte di ispirazione per l'aspetto di Scar

Jeremy Irons, attore inglese principalmente noto per interpretazioni drammatiche, fu assunto dalla Disney per doppiare Scar, vincendo la concorrenza di Tim Curry e Malcolm McDowell. Nel 1994, Irons godeva di una grandissima popolarità, avendo vinto poco tempo prima l'Oscar al miglior attore, e aveva qualche timore a cimentarsi in un film animato. Alla fine accettò e si unì ad un cast vocale di tutto rispetto. Irons accettò di doppiare Scar anche perché aveva sempre avuto un debole per gli antagonisti. L'attore commentò così in un'intervista: «Sono affascinato dai personaggi ambigui ed enigmatici, una delle aree più interessanti del mio lavoro è imparare perché costoro sono quello che sono. La lavorazione di un film può essere lenta e tortuosa e, se dovessi interpretare persone perbene e cristalline, temo che mi annoierei. Ovviamente i "cattivi" sono persone che non seguono le regole della società: sono destinati ad essere scoraggiati nella vita ed è il motivo per cui è divertente interpretarli».
Definito un "attore brillante" dai registi Minkoff e Allers, Irons lavorò al film avendo totale libertà artistica. Durante le sessioni di registrazione utilizzò un tono di voce molto simile a quello da lui stesso utilizzato per l'interpretazione di Claus von Bülow nel film Il mistero Von Bulow (1990). Secondo Rachel Stein, autore di New Perspectives on Environmental Justice: Gender, Sexuality, and Activism, Irons doppiò Scar con la voce di un personaggio maschile socialmente pericoloso e perverso.
Nel film, Scar canta una sola canzone, Be Prepared (in italiano Sarò re), in cui esorta le iene a seguirlo nel suo piano di conquista. Tuttavia, Jeremy Irons non ha cantato la canzone per intero a causa di problemi vocali, arrivando solo fino al verso "You won't get a sniff without me!". Il resto della parte cantata è stata realizzata da Jim Cummings, che ha imitato la voce di Irons praticamente alla perfezione, facendo credere per tanti anni che la canzone fosse stata eseguita solo da Irons. Cummings ha doppiato anche alcune battute del personaggio come "Temo che l'impronta genetica sia piuttosto carente" senza essere però accreditato (in quanto considerato "stuntman"). Cummings doppierà Scar anche nel sequel del film, Il re leone II - Il regno di Simba e nell'attrazione di Disneyworld "Sorcerers of the Magic Kingdom". In The Lion Guard invece sarà David Oyelowo a doppiare Scar, continuando a mantenere l'accento britannico che ha da sempre caratterizzato il personaggio, ma senza riuscire a imitare la voce di Irons e quindi spezzando la tradizione Disney che vuole che, laddove non si possa reclutare l'attore originale, si cerchi una voce più simile possibile. Trent'anni dopo, Irons torna a doppiare Scar in Once Upon a Studio, cortometraggio in tecnica mista che celebra il centesimo anniversario dei Walt Disney Studios.

### Animazione
Andreas Deja fu assunto per supervisionare l'animazione di Scar. Animatore molto famoso nel mondo Disney, Deja aveva creato altri antagonisti come Gaston di La bella e la bestia e Jafar di Aladdin. Inizialmente legato al personaggio di Simba, Deja optò per Scar dopo aver saputo che a doppiare il personaggio era stato assunto Irons. Deja lavorò in Florida mentre Mark Henn, il creatore di Simba, era in California. Per alcune scene il team di disegnatori dovette viaggiare numerose volte avanti e indietro per riuscire a coordinare il lavoro dei due animatori. Molti leoni furono portati nello studio di animazione per aiutare Deja e gli altri animatori affinché potessero farne degli schizzi e capire meglio la loro possanza fisica, così da trasferirla a Scar e agli altri leoni della pellicola. ll regista Rob Minkoff disse: «Quando Walt Disney lavorò a Bambi, portò nello studio di animazione svariati animali della foresta per le sue ricerche, gli artisti potevano vedere gli animali da vicino e osservarne i movimenti, è stato un modo fantastico di studiare la natura. Da qui è nata l'idea di portare leoni e cuccioli veri per creare gli animali del film Il re leone. Fu un famoso esperto di animali di nome Jim Fowler, conduttore di un programma televisivo dal titolo Mutual Of Omaha's Wild Kingdom, ci portò gli animali. È stato molto divertente e interessante per tutti gli animatori coinvolti nel film». Deja si rifiutò di guardare Il libro della giungla della Disney per paura di rimanere influenzato dall'aspetto di Shere Khan.
Le espressioni facciali di Scar si ispirano a quelle dello stesso Irons, che lavorò con Deja per circa sei mesi. Deja e altri animatori riprendevano le espressioni di Irons a volte con telecamere, a volte semplicemente con degli schizzi, oppure visionavano alcuni film dell'attore, come Il mistero di von Bulow (1985) e Il danno (1992). «Ho studiato a lungo le espressioni di Irons impegnato nel doppiaggio», raccontò Deja, «e ogni volta tornavo al tavolo da disegno con infiniti spunti per le animazioni; Jeremy è un attore straordinario, capace di conferire al personaggio incredibili sfumature di cattiveria e perfidia. Non ho mai collaborato con un talento simile». Per renderlo diverso da Mufasa, un leone ben più dotato, Deja conferì al personaggio un aspetto mingherlino con una criniera spelacchiata e una specie di abbozzo di coda. Scar è inoltre l'unico personaggio a mostrare sempre le unghie, non sempre visibili negli altri leoni. Deja rimase compiaciuto del suo lavoro, reputando Scar il miglior personaggio da lui realizzato, mentre Irons non gradì del tutto l'aspetto finale di Scar: «Quando ho doppiato Il re leone nel ruolo di Scar, davanti a me c'erano gli artisti che avrebbero poi disegnato il personaggio e riprendevano le mie espressioni a volte con telecamere, a volte semplicemente con degli schizzi. Quando poi ho visto il film, prima si vede Mufasa, col vocione possente di James Earl Jones, bello, maestoso, con una folta criniera e una lunga coda. Poi arriva Scar, mingherlino, con una criniera spelacchiata e una specie di abbozzo di coda. Mi sono chiesto: è così che mi vedono? Ci sono rimasto malissimo».

## Accoglienza
Scar ha ricevuto recensioni positive dalla critica cinematografica, diventando uno dei più grandi antagonisti dei Classici Disney e della cinematografia mondiale. Per Peter M. Nichols, autore New York Times Essential Library: Children's Movies: A Critic's Guide to the Best Films Available on Video and DVD, Scar risulta un personaggio interessantissimo, al punto tale da oscurare i protagonisti Simba e Mufasa. Il personaggio è stato inserito in molti sondaggi di popolarità o speciali classifiche stilate da famose riviste. Ad esempio, Scar è terzo nella top ten dei migliori cattivi della Disney sul sito UltimateDisney.com ed è presente anche nella top ten dei migliori cattivi animati stilata dalla rivista Entertainment Weekly. Il sito supergacinema.it ha classificato Scar al 2º posto nella sua Top 10 dei migliori villains cinematografici, commentando: «Con Scar nulla viene lasciato al caso, tanto che la sua malvagità oltre che a riflettersi nell'animo, la si riscontra anche nella sua fisicità. Il colore scuro del pelo, la criniera nera come la notte e gli occhi verdi, fanno di questo villain l'esatta rappresentazione di ciò che di più marcio e spaventoso si annidi nell'animo di un essere». Il libro Tra Disney e Pixar: la "maturazione" del cinema d'animazione americano spiega: «Il cinema Disney crea un senso unico che porta l'antagonista di turno a una irrefrenabile discesa che lo porterà gradualmente a sprofondare, più o meno letteralmente, sia nella storia che all'interno delle psiche dello spettatoriale. [...] La discesa degli antagonisti non implica, tuttavia, che essi non attraggano o affascinino gli spettatori e, difatti, il successo di caratteri come Jafar o Scar come intramontabile proprio per la loro crudezza e per la forza dei loro atteggiamenti. Tanto più il male è oscuro tanto più sembra andare a scavare nel rimosso dello spettatoriale generando una suggestione apparentemente ingiustificata ma profondamente legata alla radice intrinseca che alimenta congiuntamente tutti i villain del Rinascimento Disney». Jeremy Irons, inoltre, ha ricevuto moltissime recensioni positive per aver doppiato Scar. L'attore venne candidato a diversi premi, ottenendo un Annie Award e una nomination ai MTV Movie Award per il miglior cattivo.
Scar è famoso soprattutto per essere stato l'unico antagonista ad uccidere uno dei protagonisti di un Classico Disney (Mufasa). Alex Fletcher di Digital Spy sostiene che la morte di Mufasa per mano di Scar ha traumatizzato un'intera generazione di bambini. Alcuni genitori sostengono l'opinione di Fletcher, reputando i modi di Scar troppo violenti e inadatti ad un pubblico di bambini. Contrariamente a Fletcher, Andrea Polo, giornalista di Panorama, parlò dell'esperienza di suo figlio con i cattivi Disney: «Da quando ha cominciato a guardare i cartoni animati, ha sempre di gran lunga preferito i cattivi. Ne Il Re Leone fa il tifo per lo zio Scar (che ha peraltro ucciso il padre del protagonista, quindi questa predilezione capite bene non mi lascia tranquillissimo!), se si vede La bella e la bestia il suo personaggio preferito è Gaston (che a differenza della Bestia ha arco e frecce, quindi assume subito lo status di idolo per il mio piccolino) e via dicendo. L'unica cosa buona, in tutto ciò, è che nessuno di questi personaggi lo ha mai spaventato».
Scar è un personaggio molto politico, probabilmente il più politico dei cattivi dei cartoni animati. Nella vicenda di Scar è possibile ritrovare tutte le fasi dell'ascesa e della caduta della maggior parte dei dittatori del ventesimo secolo. Scar non ha la forza né fisica né politica per scalare la struttura sociale del branco, e cerca quindi il supporto delle iene, un branco stupido e ignorante che vive in condizioni disagiate. Le iene si lasciano conquistare dalle parole di Scar, così come i tedeschi, e gli italiani si lasciarono ammaliare dalle proposte dei loro rispettivi tiranni (Hitler per i tedeschi dopo il fallito esperimento di Weimar e Mussolini per gli italiani dopo il deludente esito della prima guerra mondiale).

## Altri media
Scar fa una breve apparizione in Hercules, come Leone nemeo, la cui pelle è indossata da Ercole nella scena della villa. Ciò è una citazione sia a una battuta del film originale (in cui Zazu sosteneva che Scar sarebbe stato un ottimo scendiletto) sia al fatto che il direttore dell'animazione e dei character designes del film Hercules è Andreas Deja, l'animatore di Scar. Fa anche due brevi apparizioni senza dialoghi nella serie animata Timon e Pumbaa e nella serie TV House of Mouse - Il Topoclub compare soltanto in un breve fotogramma di nuovo senza dialoghi. È inoltre uno dei cattivi principali ad apparire nel calderone di C'era una volta Halloween.

### The Lion King: Simba's Mighty Adventures
Scar è il boss finale del primo capitolo del videogioco tratto dai due film della saga. Il suo ruolo è sostanzialmente lo stesso, eccetto che lo scontro finale, per motivi di gameplay, risulta molto più lungo e Scar fa cadere delle rocce con il ruggito che il giocatore, nei panni di Simba, deve evitare per poi finirlo a zampate. Nel videogioco, Scar è doppiato nuovamente da Jim Cummings.

#### Serie diKingdom Hearts
In Kingdom Hearts II/Kingdom Hearts II: Final Mix+ Scar compare come boss nel mondo del Re Leone che è agli estremi confini del Mappamondo sotto il nome di Terre del Branco, dove si rivive la storia del film, e si arriva cronologicamente durante il regno di Scar e la partenza di Nala in cerca di Simba. In questo gioco, Scar si allea con Pietro Gambadilegno, il quale, dopo la sconfitta in duello per mano di Simba, eviterà in un primo momento che Scar muoia trasformandolo in un heartless che Simba, Sora, Paperino e Pippo devono affrontare. Nella seconda visita alle Terre del Branco, appare il fantasma di Scar il quale, secondo Rafiki, è un essere senza corpo generato dall'odio di Scar e dalle paure di Simba. Tale fantasma tormenta i personaggi, pur se senza affrontarli direttamente, ma appena Simba conquista fiducia in se stesso, gli basta ruggirgli contro di andarsene per farlo sparire. Tuttavia, subito dopo l'oscurità da cui era composto si trasforma in un heartless che Simba e Sora devono sconfiggere. Non è chiaro quindi se si trattasse veramente dello spirito di Scar o solamente di un heartless che ne aveva preso le sembianze. La versione videoludica di Scar si rivela essere un personaggio interessante in combattimento, ma deludente nell'animazione: il leone manca infatti di mimica facciale perché la forma della sua bocca ha reso praticamente impossibile dargli un movimento labiale.

### The Lion King: Six New Adventures
La prima versione del passato di Scar è narrato in una collana di libri Disney intitolata The Lion King: Six New Adventures, inediti in Italia. All'interno di queste storie si scopre che Scar era inizialmente conosciuto con il nome Taka (Tah-kah) ed era il figlio minore del re della savana Ahadi e della leonessa Uru. Quando scopre che suo padre Ahadi ha scelto Mufasa come suo erede, Taka decide di allearsi con le iene Shenzi, Banzai e Ed per conquistare il favore del padre. Taka fa infuriare il bufalo Boma per aizzarlo contro il fratello, convinto che se Mufasa verrà sconfitto dal bufalo sarà giudicato indegno di regnare, ma finisce egli stesso vittima della sua trappola , mentre Mufasa é salvato da Rafiki. Soccorso da Mufasa e da Ahadi, riesce a sopravvivere con solo una ferita all'occhio sinistro. Da quel momento Taka si ribattezza Scar ("cicatrice" in inglese).